# Laboratoire d'informatique algorithmique : fondements et applications
Le Laboratoire d'informatique algorithmique : fondements et applications (LIAFA), auparavant Laboratoire d'informatique théorique et programmation (LITP), est une ancienne unité mixte de recherche (UMR 7089) de l'université Paris Diderot et du Centre national de la recherche scientifique dont le premier directeur a été Daniel Krob et le dernier directeur était Pierre Fraigniaud. 
Le laboratoire était une composante de la Fondation « Sciences mathématiques de Paris », créée en décembre 2006. En janvier 2016, le LIAFA et l'unité de recherche Preuves, Programmes et Systèmes ont fusionné pour former l'Institut de recherche en informatique fondamentale (IRIF).

## Thématiques
Les principaux thèmes de recherche du laboratoire étaient axés autour des mathématiques et de l'informatique fondamentale. Ils regroupaient plusieurs domaines, tels que l'algorithmique, la combinatoire, la théorie des graphes, la théorie des automates, les évènements discrets, la théorie des jeux, la spécification et la vérification ou encore les algorithmes distribués.

## Activité
L'activité scientifique durant la période 2003-2007 de ce laboratoire en faisait l'un des principaux laboratoires d'informatique théorique en France, avec :
- 160 publications dans des revues d'audience internationale ;
- 186 publications dans des conférences d'audience internationale ;
- 11 chapitres d'ouvrages ;
- 40 doctorats soutenus ou en cours ;
- 4 habilitations à diriger des recherches (habilitation universitaire) soutenues.

En janvier 2014, le laboratoire comptait un effectif total de 60 permanents au sein de ses équipes. Le laboratoire était représenté dans de très nombreux comités de programme de conférences internationales et de nombreux journaux scientifiques (Discrete Mathematics and Theoretical Computer Science, Fundamenta Informaticae, Informatique Théorique et Applications, International Journal of Algebra and Computation, Information Processing Letters, Journal of Automata, Languages and Combinatorics, Semigroup Forum, Theoretical Computer Science).